# Younès Résal
Henri Yoannes Résal dit Younès Résal (Tunis, 5 mai 1891-Issoncourt, 10 septembre 1914) est un polytechnicien, sous-lieutenant, mobilisé en août 1914 au 55e régiment d’artillerie de campagne. Officier, il est tué au combat le 10 septembre 1914, à Issoncourt, dans la Meuse.
Son parcours a fait l'objet d'un documentaire.

## Biographie

### Enfance
Younès (Henri Yoannes) Résal est né à Tunis le 5 mai 1891. Son père, Eugène Résal, est ingénieur des Ponts et Chaussées, sa mère, née Julie Gratiot, est femme au foyer à qui le rosiériste lyonnais Pierre Guillot dédie la rose 'Madame Eugène Résal'. Il est le troisième enfant d'une famille qui en compte six, quatre garçons, deux filles (Salem, Meriem, Chérifa, Paul et Louis). En 1893, il quitte Tunis avec sa famille qui s'installe à Lyon pour quelques années. En 1900, la famille Résal déménage à Bordeaux où le père, Eugène Résal, est chargé de l'électrification du tramway.
Après des études au lycée de Bordeaux (1900-1909), Younès Résal est admis, le 10 octobre 1912, comme élève aspirant, à l'École polytechnique. Il est classé 123e lors de son admission.
En 1914, il en sort diplômé ingénieur du génie maritime (classé 33e sur 215).

### Une tradition de bâtisseurs et d'ingénieurs dans la famille Résal
Younès Résal est le successeur d'une lignée de polytechniciens et d'ingénieurs. En effet, l'École Polytechnique a accueilli le père de Younès Résal, Eugène Résal et son oncle Jean Résal. En 1919, le plus jeune frère de Younès Résal, Louis Résal, est également admis à l’École Polytechnique.

### Jeune officier fauché dès le début de la guerre
Dès la mobilisation, le 2 août 1914, Younès Résal se rend l'École Polytechnique pour se mettre à la disposition du général. Il est promu sous-lieutenant le 2 août 1914 et incorporé dans le 55e régiment d'artillerie de campagne. Dès le début du mois d'août 1914, il quitte Paris pour Orange. Il doit, au sein de sa batterie, former les soldats chargés d'assurer la relève sur le front. Mi-août 1914, sa batterie rejoint le front dans la région de Verdun, dans la Meuse, où il se distingue lors des premiers combats menés, comme l'atteste le commandant Vagneur dans une citation conservée par la famille Résal.
Le 8 septembre 1914, la batterie à laquelle appartient Younès Résal est cernée par des soldats allemands. Il trouve la mort avec une dizaine d'officiers, dans le bois de Landelut, à côté d'Issoncourt.
Younès Résal a fait l'objet de citations pour son attitude courageuse et exemplaire pendant le combat. Sa fiche est consultable sur le site Mémoire des Hommes.